# كوشك (نرغسان)
كوشك (بالفارسية: کوشک) هي منطقة سكنية تقع في إيران في قسم نرغسان الریفي. يقدر عدد سكانها بـ 0 نسمة بحسب إحصاء 2016.